# Лох-Гилл
Лох-Гилл (ирл. Loch Gile) — пресное озеро на северо-западе Ирландии в графствах Слайго и Литрим. Длина составляет 8 км, а ширина — 2 км. В нескольких километрах от водоёма располагается столица графства — город Слайго.
Озеро известно тем, что здесь находится остров Иннисфри, которому посвящено знаменитое стихотворение «The Lake Isle of Innisfree» Уильяма Батлера Йейтса, ирландский англоязычный поэт и драматург, лауреат Нобелевской премии по литературе 1923 года. В своём произведении автор пишет о желании поселиться на этом острове, который в его понимании является оазисом и утопией.
Также на берегу Лох-Гилл расположен замок XVII века, построенный Роджером Парком для своей семьи, на месте руин более древней крепости О’Рурка. Здесь сохранились стены, кузница, конюшня и внутренний двор.